# Wallemiaceae
Wallemiaceae är en familj av svampar. Wallemiaceae ingår i ordningen Wallemiales, klassen Wallemiomycetes, divisionen basidiesvampar och riket svampar.
| Wallemiaceae | \| \| Wallemia \| \| \| \| |
|              | \| \| Wallemia \| \| \| \| |
|              | Wallemia                   |
|              |                            |

|  | Wallemia |
|  |          |